# Ann Sheridan

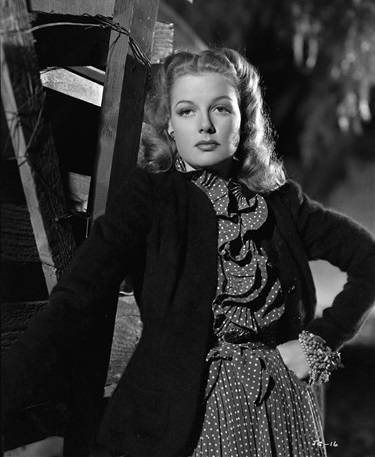
Ann Sheridan (1940er-Jahre)

Ann Sheridan (* 21. Februar 1915 in Denton, Texas; † 21. Januar 1967 in Los Angeles, Kalifornien; eigentlich Clara Lou Sheridan) war eine US-amerikanische Schauspielerin, die in den 1940er-Jahren als Vertragsschauspielerin bei Warner Brothers den Höhepunkt ihrer Karriere erreichte und zahlreiche Kino-Hauptrollen spielte.

## Leben und Karriere
Clara Lou Sheridan wuchs als Tochter eines Automechanikers in Texas auf. Während ihres Lehramtsstudiums gewann sie 1933 einen Schönheitswettbewerb der Paramount und erhielt daraufhin als Preis eine kleine Rolle in Search for Beauty. Paramount nahm Sheridan unter Vertrag und sie erhielt in den nächsten zwei Jahren rund zwei Dutzend weitere kleine Rollen, in denen sie in erster Linie ihre Schönheit zur Schau tragen konnte. Unzufrieden mit dem Verlauf ihrer Karriere bei Paramount, wechselte sie 1936 zu dem konkurrierenden Studio Warner Brothers.
Unter Studiovertrag bei Warner erhielt Sheridan zunächst eine Reihe von weiblichen Hauptrollen in B-Filmen, ehe sie 1938 in Michael Curtiz’ Gangsterdrama Chicago – Engel mit schmutzigen Gesichtern an der Seite von James Cagney ihre erste größere Rolle in einer A-Produktion spielen durfte. Mittlerweile hatte sie sich den Künstlervornamen Ann zugelegt. Warner vermarktete sie in einer Pressekampagne als das attraktive „Oomph Girl“, nachdem der Kolumnist Walter Winchell über ihren Auftritt in Chicago – Engel mit schmutzigen Gesichtern geschrieben hatte: „Ann Sheridan zeigt in diesem Film sehr viel Umph“. Sheridan entwickelte sich neben Betty Grable, Dorothy Lamour und Rita Hayworth zu einem der beliebten Pin-Up-Girls und Sexysmbole der 1940er-Jahre. Sie wurde auch 1939 auf dem Titel des Life-Magazins abgebildet.
Sheridan wurde in den 1940er-Jahren zu einem der größten weiblichen Stars bei Warner Brothers. Oftmals verkörperte sie pragmatische, lebenskluge junge Frauen und war dabei besonders oft in Krimi- oder Gangsterfilmen zu sehen. 1940 fungierte sie bei Im Taumel der Weltstadt ein zweites Mal als Filmpartnerin von James Cagney, während sie im selben Jahr neben George Raft im Kriminalfilm Nachts unterwegs auftrat. Ein Höhepunkt ihrer Karriere wurde die Rolle der Arbeitertochter Randy Monaghan in dem aufwendig produzierten Gesellschaftsdrama Kings Row, für die Sheridan innerhalb der prominenten Besetzung des Filmes als Erstes im Vorspann genannt wurde. Im selben Jahr stellte sie außerdem ihr komödiantisches Talent in der Rolle eines zickigen Bühnenstars in der erfolgreichen Komödie Der Mann, der zum Essen kam neben Bette Davis unter Beweis. Danach wurde Sheridan nicht mehr nur als Schönheit, sondern auch als talentierte Darstellerin wahrgenommen. Im weiteren Verlauf der 1940er-Jahre spielte sie Hauptrollen in mehreren Film noirs wie Ehebruch, Nora Prentiss (beide 1947) und Einer weiß zuviel (1950). Sie war Filmpartnerin berühmter Kollegen wie Errol Flynn beim Kriegsfilm Aufstand in Trollness (1943) und beim Western Der Herr der Silberminen (1948), Gary Cooper bei der Komödie Der beste Mann der Stadt (1948) sowie Cary Grant bei der Komödie Ich war eine männliche Kriegsbraut (1949) unter Regie von Howard Hawks.
Sheridan war mit ihren Drehbüchern bei Warner unzufrieden und verließ das Studio Ende der 1940er-Jahre. Anschließend arbeitete sie als freie Schauspielerin ohne festes Filmstudio, doch die Qualität ihrer Filmangebote ließ rasch nach. 1953 spielte sie unter Regie von Douglas Sirk in der Komödie Eine abenteuerliche Frau eine zunächst zwielichtig wirkende Sängerin, die in einer beschaulichen Kleinstadt ihr Glück findet. Nach Mitte der 1950er-Jahre trat sie vorrangig in Fernsehserien und Theaterproduktionen auf. Kurz vor ihrem Tod konnte sie mit der Hauptrolle der Henrietta Hanks in der komödiantischen Westernserie Pistolen und Petticoats wieder einen Erfolg verbuchen. Bereits während der Dreharbeiten an der Serie verschlechterte sich ihr Gesundheitszustand, sodass sie in den letzten Folgen nicht mehr mitspielen konnte. Insgesamt umfasst Sheridans filmisches Schaffen über 80 Filme sowie einige Fernsehserien.
Ann Sheridan war vom 16. August 1936 bis zum 6. Oktober 1939 mit dem Schauspieler Edward Norris und vom 5. Januar 1942 bis zum 5. Januar 1943 dem Schauspieler George Brent verheiratet. In den 1950er-Jahren hatte sie eine längere Affäre mit dem mexikanischen Schauspieler Rodolfo Acosta. Am 5. Juni 1966 heiratete sie mit Scott McKay einen weiteren Schauspielkollegen. Sieben Monate nach ihrer dritten Eheschließung erlag die starke Raucherin im Alter von 51 Jahren einer Krebserkrankung. Sheridan, die kinderlos blieb, ist auf dem Hollywood Forever Cemetery beigesetzt. An sie erinnert ein Stern auf dem Hollywood Walk of Fame.

## Filmografie (Auswahl)
- 1934: Search for Beauty
- 1934: Bolero
- 1934: Das Phantom der Revue (Murder at the Vanities)
- 1934: Tempel der Schönheit (Kiss and Make-Up)
- 1934: Sophie kann’s nicht lassen (The Notorious Sophie Lang)
- 1934: Meine Damen, zugehört! (Ladies Should Listen)
- 1934: Pioniere des Westens (Wagon Wheels)
- 1934: Madame befiehlt! (Enter Madame)
- 1935: Polizeiauto 99 (Car 99)
- 1935: Mississippi
- 1935: Der gläserne Schlüssel (The Glass Key)
- 1935: Kreuzritter – Richard Löwenherz (The Crusades)
- 1936: Sing Me a Love Song
- 1937: San Quentin / Alternativtitel: Flucht aus San Quentin
- 1937: Geheimbund Schwarze Legion (Black Legion)
- 1937: Ordnung ist das halbe Leben (The Great O’Malley)
- 1937: Alcatraz Island
- 1938: Letter of Introduction
- 1938: Chicago – Engel mit schmutzigen Gesichtern (Angels with Dirty Faces)
- 1939: Zum Verbrecher verurteilt (They Made Me a Criminal)
- 1939: Herr des wilden Westens (Dodge City)
- 1939: The Angels Wash Their Faces
- 1940: Ein Nachtclub für Sarah Jane (It All Came True)
- 1940: Tropische Zone (Torrid Zone)
- 1940: Nachts unterwegs (They Drive by Night)
- 1940: Im Taumel der Weltstadt (City for Conquest)
- 1941: Honeymoon for Three
- 1941: Navy Blues
- 1941: Der Mann, der zum Essen kam (The Man Who Came to Dinner)
- 1942: Kings Row
- 1942: Jukebox-Fieber (Juke Girl)
- 1942: Wings for the Eagle
- 1942: Unser trautes Heim (George Washington Slept Here)
- 1943: Aufstand in Trollness (Edge of Darkness)
- 1943: Thank Your Lucky Stars
- 1944: Shine on Harvest Moon
- 1944: The Doughgirls
- 1946: Cinderella Jones
- 1947: Ehebruch (The Unfaithful)
- 1947: Nora Prentiss
- 1948: Der Herr der Silberminen (Silver River)
- 1948: Der beste Mann der Stadt (Good Sam)
- 1949: Ich war eine männliche Kriegsbraut (I Was a Male War Bride)
- 1950: Stella
- 1950: Einer weiß zuviel (Woman on the Run)
- 1953: Eine abenteuerliche Frau (Take Me to Town)
- 1953: Treffpunkt Honduras (Appointment in Honduras)
- 1956: Er kam als Fremder (Come Next Spring)
- 1956: Das schwache Geschlecht (The Opposite Sex)
- 1957: The Woman and the Hunter
- 1966–1967: Pistolen und Petticoats (Pistols ’n’ Petticoats, Fernsehserie, 26 Folgen)